# Sofia Vitória
Sofia Vitória (ur. w Setúbalu) – portugalska piosenkarka jazzowa, reprezentantka Portugalii w 49. Konkursie Piosenki Eurowizji w 2004 roku.

## Życiorys

### Kariera
We wrześniu 2003 roku Vitória zgłosiła się do udziału w programie Operação Triunfo, którego zwycięzca był wybierany na reprezentanta Portugalii w 49. Konkursie Piosenki Eurowizji organizowanym w Stambule w maju 2004 roku. Piosenkarka była jedną z faworytek telewidzów do wygrania i, choć dwukrotnie była nominowana przez jurorów do odpadnięcia z show, dotarła do finału organizowanego 18 stycznia 2004 roku w Mem-Martins. Zaprezentowała w nim utwór „Foi magia” uznany za „najbardziej eurowizyjny numer wieczoru”, za który otrzymała ostatecznie największe poparcie telewidzów, dzięki wygrała możliwość reprezentowania Portugalii w 49. Konkursie Piosenki Eurowizji. Pod koniec marca zaprezentowała nową wersję konkursowej piosenki. 12 maja wystąpiła w półfinale konkursu i zajęła w nim piętnaste miejsce z 38 punktami na koncie, przez co nie zakwalifikowała się do finału.
W 2012 roku nawiązała współpracę z Luísem Figueiredą, z którym nagrała i wydała swoją debiutancką płytę studyjną zatytułowaną Palavra de Mulher.

## Dyskografia

### Albumy studyjne
- Palavra de Mulher (z Luísem Figueiredą; 2012)